# Forza Italia (2013)
Forza Italia (Nederlands: Vooruit, Italië) is een centrumrechtse Italiaanse politieke partij.
De partij, gevormd uit Il Popolo della Libertà (PDL), is een heroprichting van het ter ziele gegane Forza Italia actief van 1994 tot 2009.

## Volksvertegenwoordiging

### Kamer van Afgevaardigden
| Verkiezingsjaar | Aantal stemmen | % van de stemmers | Aantal behaalde zetels |
| --------------- | -------------- | ----------------- | ---------------------- |
| 2018            | 4.596.956      | 14,0%             | 106 / 630              |
| 2022            | 2.278.217      | 8,1%              | 45 / 400               |

### Europees Parlement
| Verkiezingsjaar | Aantal stemmen | % van de stemmers | Aantal behaalde zetels |
| --------------- | -------------- | ----------------- | ---------------------- |
| 2014            | 4.614.364      | 16,8%             | 13 / 73                |
| 2019            | 2.351.673      | 8,8%              | 7 / 76                 |
| 2024            | 2.243.030      | 9,6%              | 8 / 76                 |